# Saint-Marc-le-Blanc (Saint-Marc-le-Blanc)
Saint-Marc-le-Blanc ist eine Ortschaft im französischen Département Ille-et-Vilaine in der Bretagne. Die bisher eigenständige Gemeinde wurde mit Wirkung vom 1. Januar 2019 mit Baillé zur Commune nouvelle Saint-Marc-le-Blanc fusioniert. Seither ist sie eine Commune déléguée. 
Nachbarorte sind Tremblay im Nordwesten, Saint-Brice-en-Coglès im Nordosten, Baillé im Osten, Le Tiercent im Süden und Chauvigné im Westen.

## Bevölkerungsentwicklung
| Jahr      | 1962  | 1968  | 1975  | 1982  | 1990  | 1999  | 2008  | 2015  |
| --------- | ----- | ----- | ----- | ----- | ----- | ----- | ----- | ----- |
| Einwohner | 1.186 | 1.163 | 1.098 | 1.114 | 1.108 | 1.086 | 1.230 | 1.376 |

## Sehenswürdigkeiten

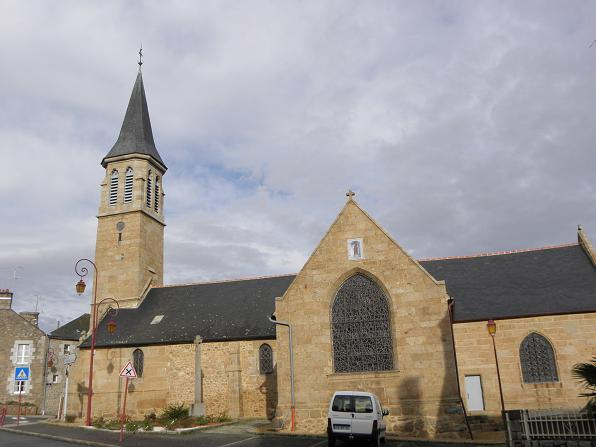
Kirche Saint-Médard

- Pfarrkirche Saint-Médard